# Xysticus luctator
Xysticus luctator là một loài nhện trong họ Thomisidae.
Loài này thuộc chi Xysticus. De struikkrabspin được Ludwig Carl Christian Koch miêu tả năm 1870.